# 宝石法螺
宝石法螺（学名：Cymatium gemmatum），是异足目法螺科梭法螺属的一种。主要分布于越南、中国大陆、台湾，常栖息在岩礁海岸、潮间带。